# Kutina
Kutina – miasto w Chorwacji, w żupanii sisacko-moslawińskiej, siedziba miasta Kutina. Jest położona ok. 70 km na południowy wschód od Zagrzebia. W 2011 roku liczyła 13 735 mieszkańców.
Pierwsza historyczna wzmianka o Kutinie pochodzi z 1256 roku.